# Естонська крона
Естонська крона (ест. kroon) (код ISO 4217 — «EEK») — у минулому національна валюта Естонії. 1 естонська крона дорівнювала 100 сентам (sent). З 1 січня 2011 року валютою Естонії є євро.

## Перша естонська крона (1928—1940)
Навесні 1919 року національною валютою стала Естонії стала марка, яка ділилася на 100 пенні. У першій половині 1920-х років курс естонської марки помітно впав. На деякий час вдалося призупинити інфляцію, забезпечивши стабільний курс 1 долар США дорівнював 375 маркам, але було ясно, що довго йому не протриматися. Назріла необхідність в грошовій реформі. 20 червня 1924 року Державні збори прийняли закон, який переводив естонську валюту на золоту основу. Грошовою одиницею була затверджена крона, золотий вміст якої встановлювалося в 0,403226 грамів дорогоцінного металу. На біржі крона котирувалася за ціною золота на світовому ринку. Внутрішнього ходіння золота крона не мала, її використовували для міжнародних торгових угод.
У той же час було ясно, що без великої зовнішньої позики золота крона не протримається. У вересні 1924 року за рекомендацією Великої Британії Естонія звернулася до Ліги Націй з проханням отримати авторитетну консультацію в галузі грошового обігу та фінансів. У жовтні 1926 року в Женеві була складена схема-рекомендація щодо впорядкування естонських фінансів, яка передбачала п'ять необхідних кроків. Першим значився новий закон про фінанси, який перевів би державну валюту на міцну основу. По-друге, рекомендувалося провести реформу статуту емісійного банку, що робить Банк Естонії незалежним від держави і відокремлює його від міністерства фінансів. По-третє, рекомендувалося надати Банку Естонії виключне право емісії грошових знаків з передачею йому для цієї мети необхідного золотого покриття та інших засобів. По-четверте, щоб звільнити банк від «заморожених» сум, передбачалося створити іпотечну установу, в компетенцію якої переходили б всі операції з довгостроковими позиками. Нарешті, щоб забезпечити нову валюту і зміцнити позиції Банку Естонії, потрібно було отримати позику за кордоном.
Відповідно до цієї програми у 1927 році були розроблений і затверджений 3 травня новий статут Банку Естонії, закон про фінанси і закон про припинення емісії казначейських білетів і розмінних грошових знаків. На проведення заходів було взято зовнішню позику в 384.800 доларів США і 676.000 фунтів стерлінгів. Закони, що регулюють грошову реформу, вступили в силу з 1 січня 1928 року, Банк Естонії став емісійною установою в чистому вигляді з винятковим правом випуску банкнот. Мінімальний номінал банкнот встановлювався в 5 крон. Емісія казначейських білетів і інших паперових грошей, які не були банківськими білетами, заборонялася. Максимальна номінальна вартість розмінної монети обмежувалася 2 кронами.
Тим самим грошовою одиницею Естонської Республіки у 1928 році ставала крона, яка, складалася з 100 сентів і містила 0,403226 грамів чистого золота. Золотий стандарт 1924 року зберігся, але тепер він був забезпечений зовнішньою позикою. Законним платіжним засобом в країні оголошувалися банкноти Банку Естонії. Державному казначейству було залишено право карбувати і пускати в обіг металеву розмінну монету. Визначати вагу монет, діаметр і склад металу надавалося уряду за пропозицією міністра фінансів.
Третьою важливою складовою частиною грошової реформи став закон про припинення емісії казначейських білетів і розмінних грошових знаків. Казначейські білети в 500 і 1000 марок передавалися в розпорядження Банку Естонії та прирівнювалися до відповідних банкнот. 100-маркові казначейські білети і 25-маркові розмінні грошові знаки, а так само і монети в марках тимчасово залишалися в обігу як розмінні платіжні засоби до появи нової розмінної монети. 100-маркові банкноти, а також казначейські білети в 5, 3 і 1 марку і 50, 20, 10 і 5 пенні повинні були бути вилучені з обігу протягом двох років, відповідно Банком Естонії і Державним казначейством. Обмін марок на крони відбувався за курсом 100:1.
Для забезпечення більшої стабільності крону прив'язали до фунта стерлінгів. Під час світової економічної кризи 1933 року крона була девальвована на 35 %. Крону прив'язали до шведської крони за курсом 1:1.
Появі нової валюти передували палкі суперечки: на думку багатьох назва «крона» не підходила, тому що асоціювалася з валютою інших скандинавський країн.
З цих же причин забракували назви «марка» і «франк». Обговорювалися й такі назви, як «талер», «злотий», «гріш», «пенні». Спеціально для вирішення цього питання була скликана комісія з міністрів, які вирішили назвати нову валюту «еста». Прикладом послужили такі країни, як: Бельгія зі своєю грошовою одиницею бельгою, Латвія і Литва з латом і литом. Були й противіники цієї назви, які вказували на те, що «ест/еста» німецькою, російською та шведською мовами позначала естонця, що виглядало кумедно. Однак, лише невдоволення міжнародних партнерів і Ліги Націй привело до того, що було вирішено повернутися до назви «крона».
Після анексії Естонії СРСР у 1940 році, в Естонії паралельно з кроною в обігу були радянські карбованці. Естонські крони поступово замінювалися на карбованці за курсом 1 карбованець = 0.8 крон. 25 березня 1941 року радянська влада оголосила національні валюти прибалтійських республік недійсними.

### Банкноти
Першими були відруковані банкноти в 10 крон. Друкування банківських білетів розпочалося 25 травня 1928 року і тривало до 7 квітня 1930 року. Напочатку квітня 1928 року правління Банку Естонії ухвалило рішення про випуск банкнот в 50 крон. Вони друкувалися в Державній друкарні з 7 квітня по 6 листопада 1929 року.
9 квітня 1930 року Державна друкарня почала друкувати банкноти в 5 крон. Зростання потреби в грошах зажадало додаткового замовлення, яке було підписане банком і друкарнею в червні 1931 року.
15 липня 1930 року Банк Естонії уклав з Державною друкарнею договір на випуск банкнот в 20 крон. (Додаткові замовлення пішли 25 жовтня 1933 року і 5 лютого 1934 року). Банкноти в 20 крон друкувалися з 11 квітня 1932 року по 16 квітня 1934 року
Останньою прийшла черга найбільших банкнот в 100 крон. Договір був підписаний 25 жовтня 1933 року, але на той час не було навіть ескізу, тому друкувати великі купюри почали лише 5 травня 1936 року а закінчили 30 грудня 1937 року.
У зв'язку зі все більшою потребою в готівці, Рада Національного банку ухвалила рішення про додрукування нового тиражу 10-кронових банкнот, що відрізняються від попереднього випуску серією «А». Договір з друкарнею був укладений 10 серпня 1936 року, 10-кронові купюри серії «А» були датовані 1937 роком і пущені в обіг 10 вересня того ж року.
У держскарбниці виявилося багато невикористаних аркушів з купюрами номіналом 100 марок, які стали використовувати як номінал в 1 крону. Було ухвалено рішення надрукувати на них «ÜKS KROON» («одна крона»), і вже на початку січня ці купюри були введені в обіг.
|  |  | 1 крона (100 марок) | 168 x 89 | коричневий        | використовувалася банкнота 100 марок 1923 року з наддруківкою по обидва боки номіналу: «ÜKS KROON»                  | використовувалася банкнота 100 марок 1923 року з наддруківкою по обидва боки номіналу: «ÜKS KROON» | відсутні дані                         | 1928      |
|  |  | 5 крон              | 128×71   | світло-червоний   | в лівій половині: рибалка з веслом; в правій половині: номінал цифрами і прописом                                   | номінал цифрами і прописом та великий герб Естонії                                                 | хвилі, цифра «5»                      | 1928      |
|  |  | 10 крон             | 128×80   | світло-синій      | в лівій половині: жниця в народному одязі з серпом і снопом колосків; в правій половині: номінал цифрами і прописом | номінал цифрами і прописом та великий герб Естонії                                                 | цифра «10», лінії у вигляді букви «L» | 1928 1937 |
|  |  | 20 крон             | 140×87   | світло-зелений    | в лівій половині: пастух, сурмить в горн, на тлі корів і овець; в правій половині: номінал цифрами і прописом       | номінал цифрами і прописом та великий герб Естонії                                                 | цифра «20», звивисті лінії.           | 1932      |
|  |  | 50 крон             | 158x100  | світло-коричневий | в лівій половині: високий берег моря біля села Раннамийза; в правій половині: номінал цифрами і прописом            | номінал цифрами і прописом та великий герб Естонії                                                 | напис «Eesti Pank», буква «L»         | 1929      |
|  |  | 100 крон            | 180x102  | сіро-синій        | в лівій половині: коваль у ковадла на тлі заводських будівель; в правій половині: номінал цифрами і прописом        | номінал цифрами і прописом та великий герб Естонії                                                 | цифра «100», гілка дуба.              | 1935      |

### Монети
У 1928 р проведена грошова реформа, і марка замінена на крону, курс якої був приведений до англійського фунта стерлінгів. 100 марок = 1 кроні, 1 крона = 100 Сент. В обіг надійшли монети гідністю 1, 2, 5, 10, 20, 25 і 50 сентів, 1 і 2 крони. Монети номіналом 1,2 і 5 сентів карбувалися з бронзи (Cu 95,5 %, Sn 3 %, Zn 1,5 %), 10, 20, 25, 50 сентів з нікелевої бронзи (Cu 70 %, Zn 20 %, Ni 10 %) і 1 крона 1934 р з бронзи (Cu 92 %, Al 6 %, Ni 2 %), крони 1930 32 і 33 р.р. зі срібла 500 проби (Ag 50 %, Cu 35 %, Zn 10 %, Ni 5 %). Дизайнерами монет були Гюнтер Рейдорф і Георг Вестенберг. Монети з бронзи, нікелевої бронзи і 2 крони 1932 року з гладким гуртом, зі срібла — рубчатий. Всі монети мають медальне взаєморозташування аверсу до реверсу.
| Зображення | Номінал   | Рік  | Матеріал               | Діаметр, мм | Маса, г | Гурт      | Тираж      | Введення в обіг | Виведення з обігу |
| ---------- | --------- | ---- | ---------------------- | ----------- | ------- | --------- | ---------- | --------------- | ----------------- |
|            | 1 сент    | 1929 | Cu/Sn/Zn 95,5/3/1,5    | 16,00       | 1,90    | гладкий   | 23 548 300 | 11 жовтня 1929  | 25 березня 1941   |
|            | 1 сент    | 1939 | Cu/Zn 95/5             | 16,00       | 1,90    | гладкий   | 5 000 000  | 25 липня 1940   | 25 березня 1941   |
|            | 2 сента   | 1934 | Cu/Sn/Zn 95,5/3/1,5    | 19,50       | 3,40    | гладкий   | 9 086 050* | 3 січня 1934    | 25 березня 1941   |
|            | 5 сентів  | 1931 | Cu/Sn/Zn 95,5/3/1,5    | 23,25       | 5,00    | гладкий   | 5 500 000* | 1 квітня 1931   | 25 березня 1941   |
|            | 10 сентів | 1931 | Cu/Zn/Ni 70/20/10      | 17,75       | 2,50    | гладкий   | 5 721 000* | 1 квітня 1932   | 25 березня 1941   |
|            | 20 сентів | 1935 | Cu/Zn/Ni 70/20/10      | 21,25       | 4,00    | гладкий   | 5 000 000* | 15 жовтня 1935  | 25 березня 1941   |
|            | 25 сентів | 1928 | Cu/Zn/Ni 70/20/10      | 27,50       | 8,50    | рубчастий | 2 025 000  | 1 вересня 1928  | 15 жовтня 1936    |
|            | 50 сентів | 1936 | Cu/Zn/Ni 70/20/10      | 27,50       | 7,50    | гладкий   | 2 500 000* | 10 грудня 1936  | 25 березня 1941   |
|            | 1 крона   | 1933 | Ag/Cu/Zn/Ni 50/35/10/5 | 25,25       | 6,00    | рубчастий | 350 000    | 20 червня 1933  | 1 лютого 1937     |
|            | 1 крона   | 1934 | Cu/Al/Ni 92/6/2        | 25,25       | 6,00    | гладкий   | 3 406 066* | 1 серпня 1934   | 25 березня 1941   |
|            | 2 крони   | 1930 | Ag/Cu/Zn/Ni 50/35/10/5 | 30,00       | 12,00   | рубчастий | 1 276 455  | 20 лютого 1930  | 25 березня 1941   |
|            | 2 крони   | 1932 | Ag/Cu/Zn/Ni 50/35/10/5 | 30,00       | 12,00   | гладкий   | 100 000    | 30 червня 1932  | 15 грудня 1934    |

## Друга естонська крона (1992—2010)

### Історія створення
Конкурс оформлення сучасних естонських крон був оголошений Радою Міністрів Естонської РСР задовго до відновлення Естонією державної незалежності: 15 грудня 1989 року. Переможцем конкурсу став Владімір Тайгер (ест. Vladimir Taiger) друге місце зайняв Адо Тууга (ест. Ado Tuuga), а третє — Урмас Плооміпуу (ест. Urmas Ploomipuu). В результаті автором банкнот номіналом 1 і 2 крони став Плооміпуу, а інших, включно з уведеною пізніше 500-кроновою банкнотою, — Тайгер.
Більшість банкнот були надруковані британською компанією De La Rue, 2-кронова банкнота друкувалася компанією American Bank Note Company. Пізніші банкноти з новим дизайном номіналом у 100 та 500 крон друкувалися в німецькій друкарні Bundesdruckerei, а 25-кронова — у Giesecke & Devrient.
Друга естонська крона була введена в обіг 20 червня 1992 року, ставши, таким чином, єдиним законним платіжним засобом. Обмін на крони проводився по курсу 1 крона = 10 радянських рублів. Курс естонської крони був прив'язаний до німецької марки 1 DEM = 8 EEK. Після переходу Німеччини на євро курс крони був прив'язаний до євро (1 євро = 15,6466 крон).

### Банкноти
Знаходилися в обігу банкноти наступних номіналів:
- 2 крони із зображенням естонського біолога, ембріолога, географа, академіка Петербурзької академії наук Карла Ернст фон Бера на лицьовій стороні. На зворотному боці зображений Тартуський університет.
- 5 крон із зображенням естонського шахіста, міжнародного гросмейстера Пауля Кереса на лицьовій стороні. На зворотному боці зображений нарвський орденський замок, річка Нарова та фортеця Івангорода.
- 10 крон із зображенням естонського фольклориста і мовознавця Якоба Хурта на лицьовій стороні. На зворотному боці зображений дуб Тамме-Лаурі в Урвасте.
- 25 крон із зображенням класика естонської літератури Антона Хансена Таммсааре на лицьовій стороні. На зворотному боці зображений вигляд на Варгамяє.
- 50 крон із зображенням композитора Рудольфа Тобіасе на лицьовій стороні. На зворотному боці зображений театр "Естонія" в м. Таллінн.
- 100 крон із зображенням естонської поетеси Естонії Лідії Койдули на лицьовій стороні. На зворотному боці зображений північно-естонський глінт.
- 500 крон із зображенням естонського політика, публіциста і письменника Карла Роберта Якобсона на лицьовій стороні і національного птаха Естонії, ластівки, на зворотній.

| Зображення      | Зображення    | Номінал  | Розмір (мм) | Опис                              | Опис                                              | Роки випуску             |
| Лицьова сторона | Зворотній бік | Номінал  | Розмір (мм) | Лицьова сторона                   | Зворотній бік                                     | Роки випуску             |
| --------------- | ------------- | -------- | ----------- | --------------------------------- | ------------------------------------------------- | ------------------------ |
|                 |               | 1 крона  | 140x70      | портрет художника Крістьяна Рауда | замок Тоомпеа                                     | 1992                     |
|                 |               | 2 крони  | 140x70      | портрет Карла Бера                | Тартуський університет                            | 1992 2006 2007           |
|                 |               | 5 крон   | 140x70      | портрет Пауля Кереса              | Замок Германа, ріка Нарва і Івангородська фортеця | 1991 1992 1994           |
|                 |               | 10 крон  | 140x70      | портрет Якоба Гурта               | дуб Тамме-Лаурі в Урвасте                         | 1991 1992 1994 2006 2007 |
|                 |               | 25 крон  | 140x70      | портрет Антона Хансена Таммсааре  | вид на хутір Пихья-Таммсааре                      | 1991 1992 2002 2007      |
|                 |               | 50 крон  | 140x70      | портрет Рудольфа Тобіаса          | Національна опера «Естонія», Таллінн              | 1994                     |
|                 |               | 100 крон | 140x70      | портрет Лідії Койдули             | Балтійсько-Ладозький уступ і фрагмент вірша       | 1991 1992 1994 1999 2007 |
|                 |               | 500 крон | 140x70      | портрет Карла Роберта Якобсона    | сільська ластівка                                 | 1991 1994 1996 2000 2007 |

### Монети
Розмінні обігові монети Естонії були представлені номіналами 5, 10, 20 і 50 сентів, а також монетою 1 крона. У 1998 році 20 сентів мідно-нікеле-алюмінієвого сплаву були замінені на такі ж сталеві. Для монети номіналом 1 крона також був змінений метал у 1998 році. У 1993 і 1994 роках випускалися 5-кронові обігові пам'ятні монети.
Монети естонської крони випускалися однакового дизайну. На аверсі було зображено номінал цифрою по центру, нижче — позначення номіналу, угорі півколом — назва банку. На реверсі розміщувався малий герб Естонії: в полі щита розміщувалися в льви 3 ряди . По обидва боки від нього — рік карбування монети, по дві цифри з кожного боку.
| Зображення | Номінал   | Матеріал                 | Діаметр (мм) | Товщина (мм) | Маса (г) | Гурт                  | Роки випуску                                 | Виведено з обігу |
| ---------- | --------- | ------------------------ | ------------ | ------------ | -------- | --------------------- | -------------------------------------------- | ---------------- |
|            | 5 сентів  | Cu/Al/Ni 93/5/2          | 15,95        | 0,9          | 1,29     | гладкий               | 1991 1992 1995                               | 14 січня 2011    |
|            | 10 сентів | Cu/Al/Ni 93/5/2          | 17,20        | 1,2          | 1,87     | гладкий               | 1991 1992 1994 1996 1997 1998 2002 2006 2008 | 14 січня 2011    |
|            | 20 сентів | Cu/Al/Ni 93/5/2          | 18,95        | 1,2          | 2,27     | гладкий               | 1992 1996                                    | 14 січня 2011    |
|            | 20 сентів | сталь, плакована нікелем | 18,95        | 1,1          | 2,00     | гладкий               | 1997 1999 2003 2004 2006 2008                | 14 січня 2011    |
|            | 50 сентів | Cu/Al/Ni 93/5/2          | 19,50        | 1,4          | 2,99     | гладкий               | 1992 2004 2006 2007                          | 14 січня 2011    |
|            | 1 крона   | Cu/Ni 75/25              | 23,35        | 1,7          | 5,44     | гладкий               | 1992 1993 1995                               | 1 червня 1998    |
|            | 1 крона   | Cu/Al/Zn/Sn 89/5/5/1     | 23,25        | 1,7          | 5,00     | преривісто- рубчастий | 1998 2000 2001 2003 2006                     | 14 січня 2011    |

### Пам'ятні і ювілейні монети
Пам'ятні та ювілейні монети, номіновані в кронах, випускалися Банком Естонії в 1932—1933 і 1992—2010 роках з дорогоцінних (золото — номіналами 15, 65, 50, 100 і 500 крон, платина — номіналом 100 крон і срібло — номіналами 1, 2 , 10, 25, 50 і 100 крон) і недорогоцінних металів (північне золото — номіналом 1 і 5 крон). Під час існування першої республіки були випущені монети, присвячені X Святу пісні і 300-річчю Тартуського університету. Першими після відновлення незалежності, в 1992 році, були випущені монети, присвячені XXV літнім Олімпійським іграм в Барселоні і грошовій реформі.
Всього за час існування естонської крони було випущено 32 різновиди пам'ятних монет, у тому числі 4 з північного золота, 2 з срібла 500 проби, 6 з срібла 925 проби, 11 зі срібла 999 проби, 1 з платини 999 проби, 2 з золота 900 проби і 6 із золота 999 проби.

## Перехід на євро
1 січня 2011 року Естонія здійснила перехід на євро. До 14 січня естонською кроною можна було розплачуватися, але решта повинна була видаватися вже у євро.

## Цікаві факти
Монета номіналом в одну крону, що була викарбувана на талліннському заводі Juveel в 1991 році, зіграла на руку емігрантам з Естонії, що мешкають в Німеччині: достатньо швидко з'ясувалося, що за вагою та змістом металевого сплаву вона повністю відповідає одній бундесмарці. Хоча номінально коштує у вісім разів менше. Лише після того, як всі автомати для продажу сигарет і пива виявилися «загодованими» естонськими монетами, сплав однокронової монети був змінений з білого на жовтий. Трапилося це в 1998 році. А через три місяці поступилася місцем єдиній європейській валюті і німецька марка.